# J.League Division 2 2005
La J.League Division 2 2005 è stata la settima edizione della J.League Division 2.

## Classifica finale
|     | Squadra            | G  | V  | N  | P  | GF | GS | +/- | Pti | Note                                                                        |
| --- | ------------------ | -- | -- | -- | -- | -- | -- | --- | --- | --------------------------------------------------------------------------- |
| 1.  | Kyoto Purple Sanga | 44 | 30 | 7  | 7  | 89 | 40 | +49 | 97  | Campione J.League Divisione 2 2005 Promosso in Divisione 1                  |
| 2.  | Avispa Fukuoka     | 44 | 21 | 15 | 8  | 72 | 43 | +29 | 78  | Promosso in Divisione 1                                                     |
| 3.  | Ventforet Kofu     | 44 | 19 | 12 | 13 | 78 | 64 | +14 | 69  | Vince gli spareggi promozione-retrocessione e viene promossa in Divisione 1 |
| 4.  | Vegalta Sendai     | 44 | 19 | 11 | 14 | 66 | 47 | +19 | 68  |                                                                             |
| 5.  | Montedio Yamagata  | 44 | 16 | 16 | 12 | 54 | 45 | +9  | 64  |                                                                             |
| 6.  | Consadole Sapporo  | 44 | 17 | 12 | 15 | 54 | 57 | -3  | 63  |                                                                             |
| 7.  | Shonan Bellmare    | 44 | 13 | 15 | 16 | 46 | 59 | -13 | 54  |                                                                             |
| 8.  | Sagan Tosu         | 44 | 14 | 10 | 20 | 58 | 58 | +0  | 52  |                                                                             |
| 9.  | Tokushima Vortis   | 44 | 12 | 16 | 16 | 60 | 76 | -16 | 52  |                                                                             |
| 10. | Mito HollyHock     | 44 | 13 | 13 | 18 | 41 | 57 | -16 | 52  |                                                                             |
| 11. | Yokohama FC        | 44 | 10 | 15 | 19 | 48 | 64 | -16 | 45  |                                                                             |
| 12. | Thespa Gunma       | 44 | 5  | 8  | 31 | 26 | 82 | -56 | 23  |                                                                             |

G = giocate; V = vinte; N = nulle; P = perse; GF = Gol fatti; GS = Gol subiti; ± = differenza gol; Pti = Punti

## Spareggi J1/J2 2005
| Arbitro: | Joji Kashihara |

|                              |           |                               |
| Kazuki Kuranuki 25’ Bare 48’ | Marcatori | 11’ Reinaldo da Cruz Oliveira |

| Arbitro: | Masayoshi Okada |

|                                                |           |                              |
| Reinaldo da Cruz Oliveira 52’ Yūji Unozawa 86’ | Marcatori | 10’ 27’ 53’ 68’ 69’ 87’ Bare |